# Операция «Нордлихт»
Опера́ция «Нордли́хт» (с нем. — «Северное сияние», 1942) была разработана немецким верховным командованием после битвы за Ленинград, продолжавшейся целый год. Адольф Гитлер отдал приказ провести заключительный штурм осаждённого города. Главной целью операции был захват города Ленинград с помощью сил группы армии «Север» под командованием маршала Георг фон Кюхлера: это бы позволило прервать блокаду Ленинграда и высвободить сотни тысяч немецких военных для участия в дальнейших операциях. В это время гитлеровская Германия также готовилась к битве при Сталинграде. Обе операции были запланированы одновременно с целью запутать советскую армию.
Операция «Нордлихт» была запланирована на 23 августа 1942 года. После массированной артподготовки немецко-фашистские войска собирались совершить воздушный налёт на город. Однако  19 августа 1942 года, с началом проведения советскими войсками операции Синявинской операции, немецкие войска были вынуждены перенаправить свои силы на оборону линии немецкого фронта. Советская операция потерпела неудачу, однако благодаря ей немецкая армия была вынуждена отменить собственную операцию по захвату Ленинграда.